# 버지니아 윌리암스
버지니아 윌리암스(Virginia Williams, 1978년 3월 18일 ~ )는 미국의 배우, 텔레비전 배우, 영화배우이다.
멤피스에서 태어났다.

## 방송
- 페어리 리갈 시즌2
- 페어리 리갈 시즌1

## 영화
- 우드론 (2015년)
- 더 컬링 (2014년) - 발 역
- 유혹의 기술 (2013년) - 카메론 존슨 역
- 페어리 리갈 2 (2012년) - 로렌 리드 역
- 페어리 리갈 (2011년) - 로렌 리드 역
- 쉐도우박스 (2007년) - 엠마 - 와이프 역
- 허니문 위드 맘 (2006년)
- 내가 그녀를 만났을 때 1 (2005년)
- 마이 와이프 앤 키즈 (2001년)
- 스트레인저스 위드 캔디 (1999년) - 진저 역
- 원 라이프 투 리브 (1968년)
- 애즈 더 월드 턴즈 (1956년)